# Agama lanzai
Espèce
Agama lanzai est une espèce de sauriens de la famille des Agamidae.

## Répartition
Cette espèce est endémique de Somalie.

## Étymologie
Cette espèce est nommée en l'honneur de Benedetto Lanza.

## Publication originale
- Wagner, Leaché, Mazuch & Böhme, 2013 : Additions to the lizard diversity of the Horn of Africa: Two new species in the Agama spinosa group. Amphibia-Reptilia, vol. 34, no 3, p. 363–387.